# 刘越 (足球运动员)
刘越（1975年7月12日—），是一名已退役的中国足球运动员，主要司职左后卫，曾入选中国国家队，退役后担任足球评论员。

## 职业生涯
- 1989年进入山东青年队。
- 1994年进入山东泰山，曾是球队最优秀的年轻球员。
- 1995年刚满20岁时便入选了国家队。不过他在1996年12月的亚洲杯足球赛对沙特的四分之一决赛中发挥失常，最终中国在两球领先的情况下被逆转为3:4，刘越在场上被范志毅指责，赛后也被众多媒体批评，年仅21岁便从此告别国家队。
- 2000年初在之前球队夺冠的赛季未得主帅桑特拉奇重用的刘越转投云南红塔，之后四年内皆表现不凡。
- 2003年底红塔俱乐部解散，刘越转会重庆力帆，效力一年后退役。

## 退役后
退役后刘越曾赴大学修读本科学位，同时也受到上海电视台的邀请，担任了足球比赛的电视转播评论员。2009年因卷入唐蒙指控上海申花老闆朱駿涉嫌洗錢事件而遭到上海文广内部处罚，一度暂停中超解说资格。